# Banka per Biznes
Die Banka per Biznes (BPB) ist ein Kreditinstitut im Kosovo mit Hauptsitz in Pristina. Sie wurde 2001 gegründet und besitzt 26 Filialen im Kosovo (Stand November 2017).